# メスリ山古墳
メスリ山古墳（めすりやまこふん）は、奈良県桜井市高田にある古墳。形状は前方後円墳。国の史跡に指定され、出土品は国の重要文化財に指定されている。

## 概要
この古墳は、磐余の地に接した初瀬川の左岸にあり、桜井茶臼山古墳（外山（とび）茶臼山古墳ともいう）らと共に鳥見山古墳群に属する。特徴的なのは、埋葬施設の副石室が遺品庫の様相を呈していることである。箸墓古墳の方が、年代的に先行する。別称は鉢巻山古墳、東出塚古墳などと呼称される。
規模・埋葬品とも大王墓級だが、記紀や『延喜式』などに陵墓としての伝承がない。墳丘規模・埴輪の大きさ・埋葬施設・副葬品収納施設・遺物などを考え合わせると、本古墳は絶大な権勢を誇った首長の墳墓であると考えられる（西藤(1991) 83-84ページ）。
1950年（昭和25年）盗掘があったことが確認され、1959年（昭和34年）に発掘調査が実施された。その結果、1980年（昭和55年）3月14日に史跡に指定された。

## 構造

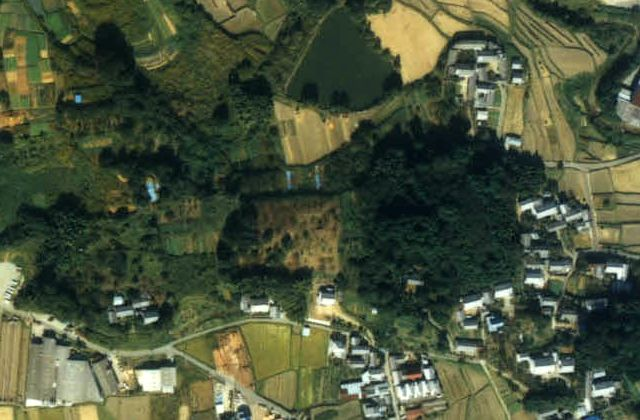
メスリ山古墳の空中写真（1985年）。

墳丘長224メートル（復元すると250メートルとする説もある）。後円部は3段築成で径128メートル・高さ19メートル、各段に円筒埴輪列が巡り、斜面には人頭大の葺石がある。円筒埴輪は、後円部の三段と方形壇の墳頂部に密集して二列、また、墳頂部では二列の埴輪の間隔をとっている。
後円部の頂に竹垣を巡らしたように埴輪の囲いがしてある箇所は、長辺約11.3メートル、短辺約4.8メートル、想定された高さ1メートルを下らない長方形の壇がある。直径1メートルもの円筒埴輪は方形埴輪列の最内側の角や辺を等分する位置に立っている。
前方部は二段築成で幅80メートル・高さ8メートル。埴輪は、方形壇の外側に間隔を置いて点在する。陪墳群は見られない。前方部を西に向けて立地する。
器台型埴輪は、高さ2.4メートル、径1.3メートルで日本最大である。朝顔形（円筒埴輪の上に壺形埴輪を載せている）埴輪も出土している。

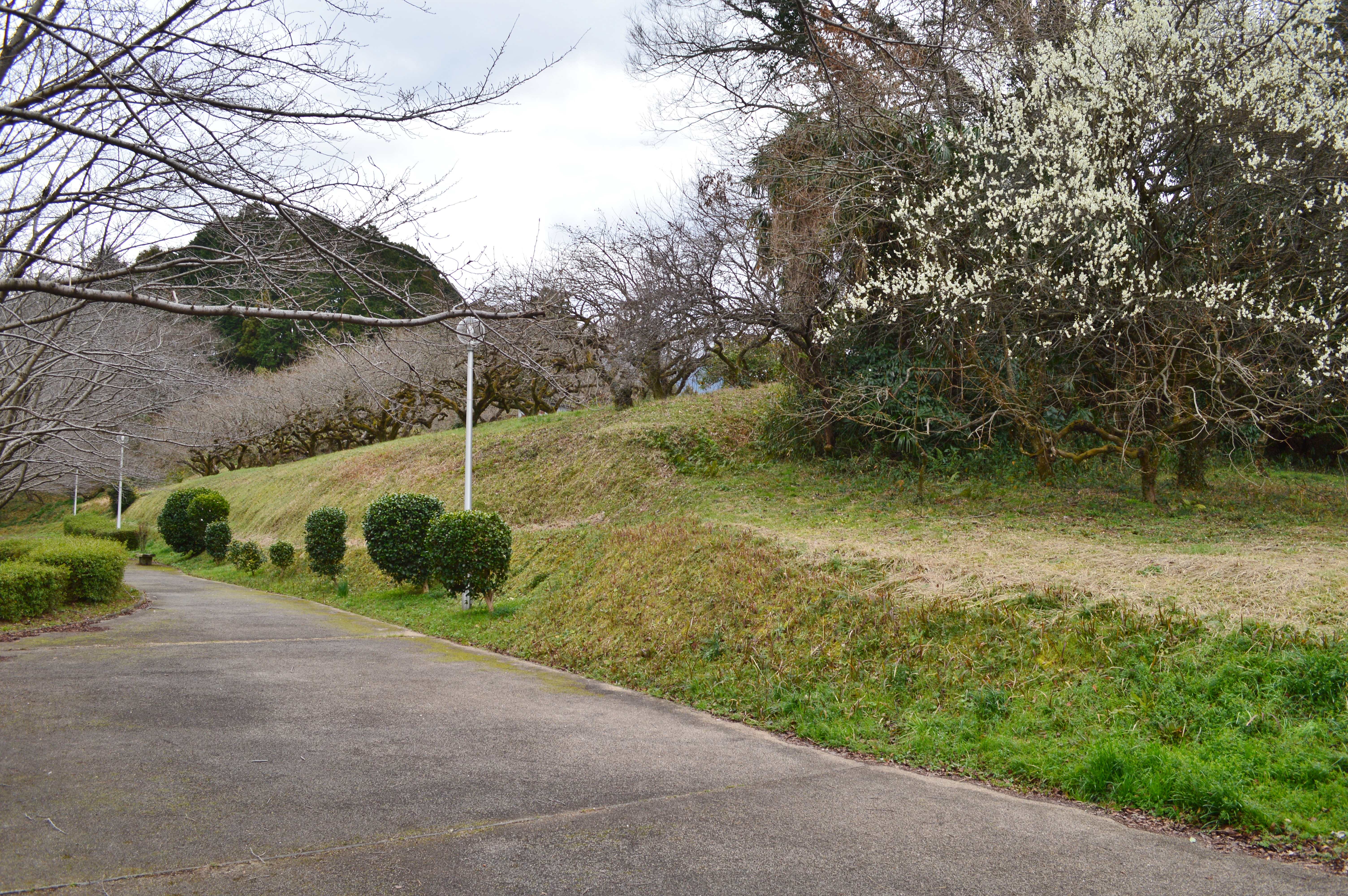
墳丘 右に前方部、左奥に後円部。
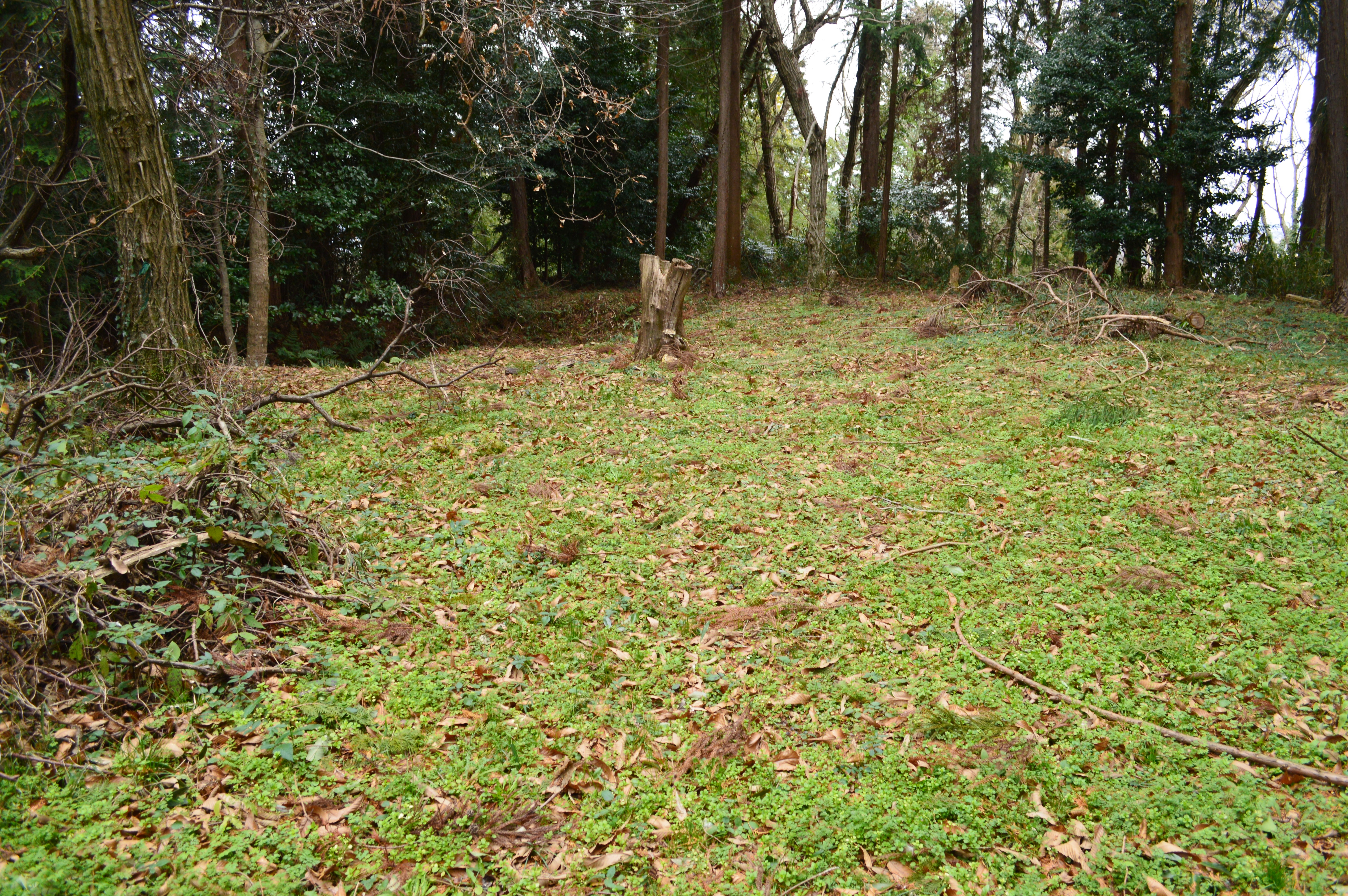
後円部墳頂
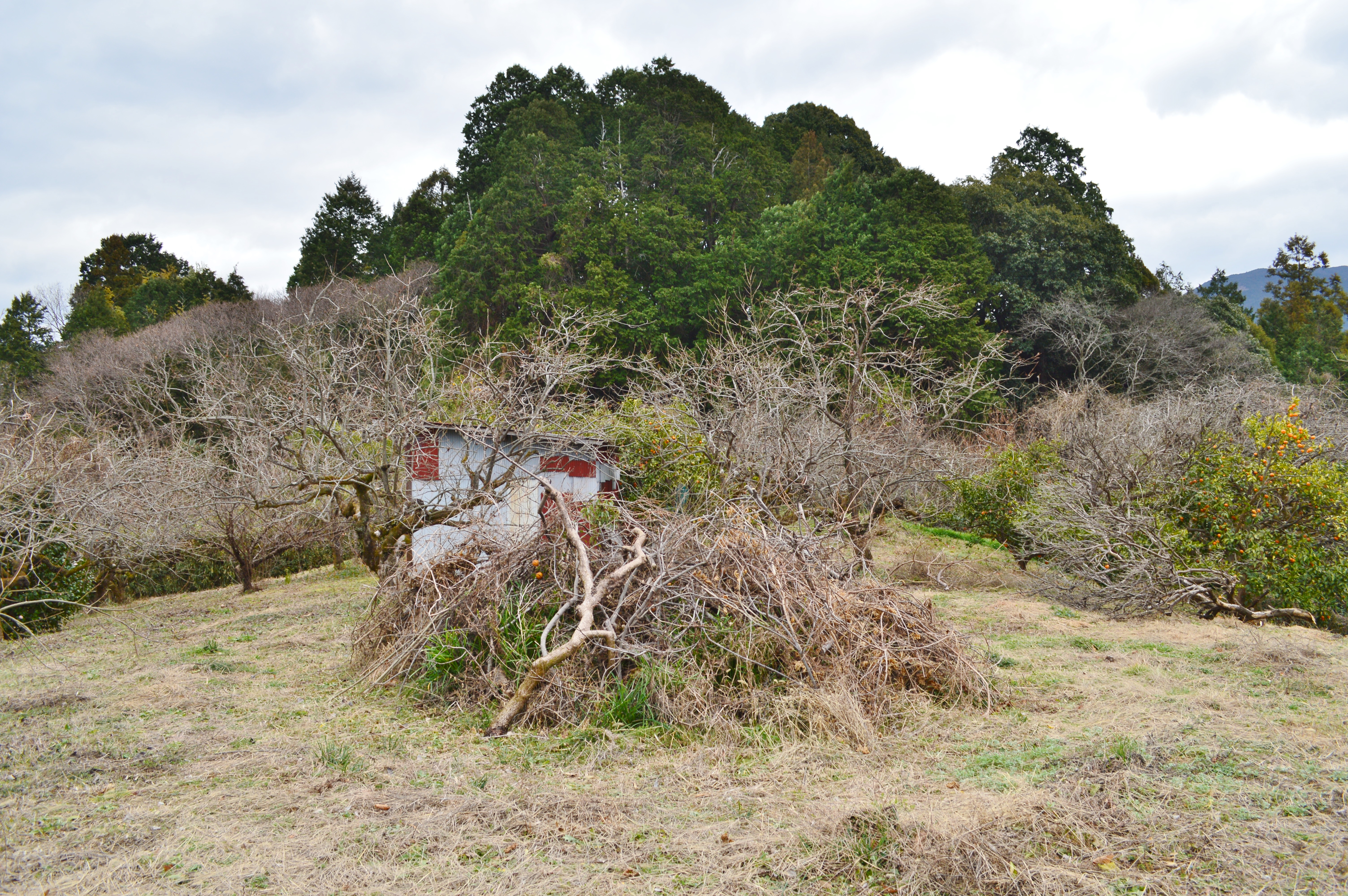
前方部から後円部を望む
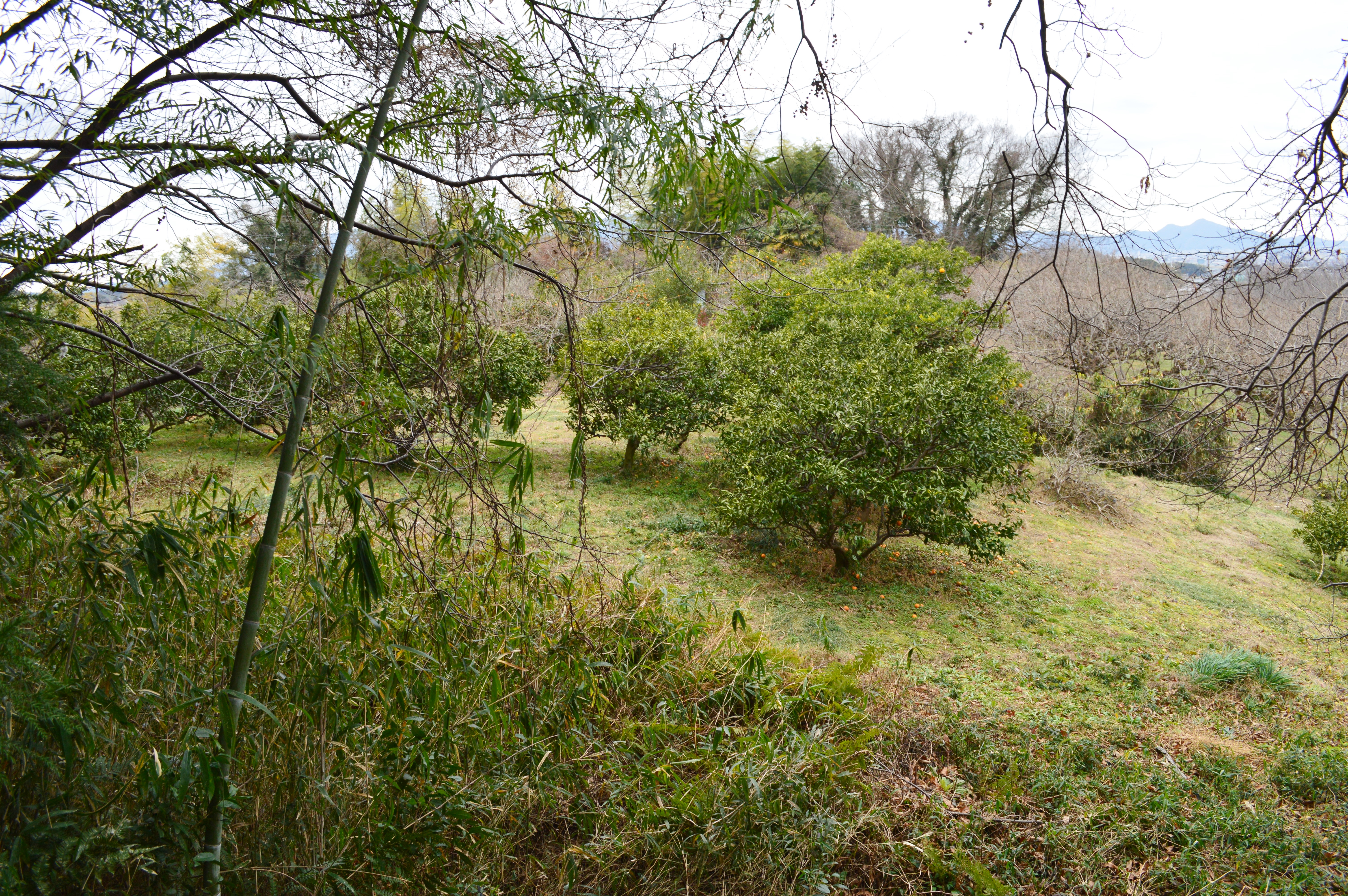
後円部から前方部を望む

## 埋葬施設
後円部頂上の中央に木棺を納めた主石室（長さ約8.06メートル、幅約1.18メートル、高さ1.76メートル、8石の天井石で覆われている。）にあたる竪穴式石室がある。盗掘によりほとんど遺物を残していない。
主石室の横にあった副石室は、長さ6メートル、幅70センチメートル、高さ60～70センチメートルで盗掘を免れている。また、古墳時代の一つの特徴である自然石を徐々に内側に持ち送り天井部で合掌式の竪穴式石室で、内部には遺骸がなく、武器ばかりが埋納されていて、格納庫、遺品庫であったと考えられる。

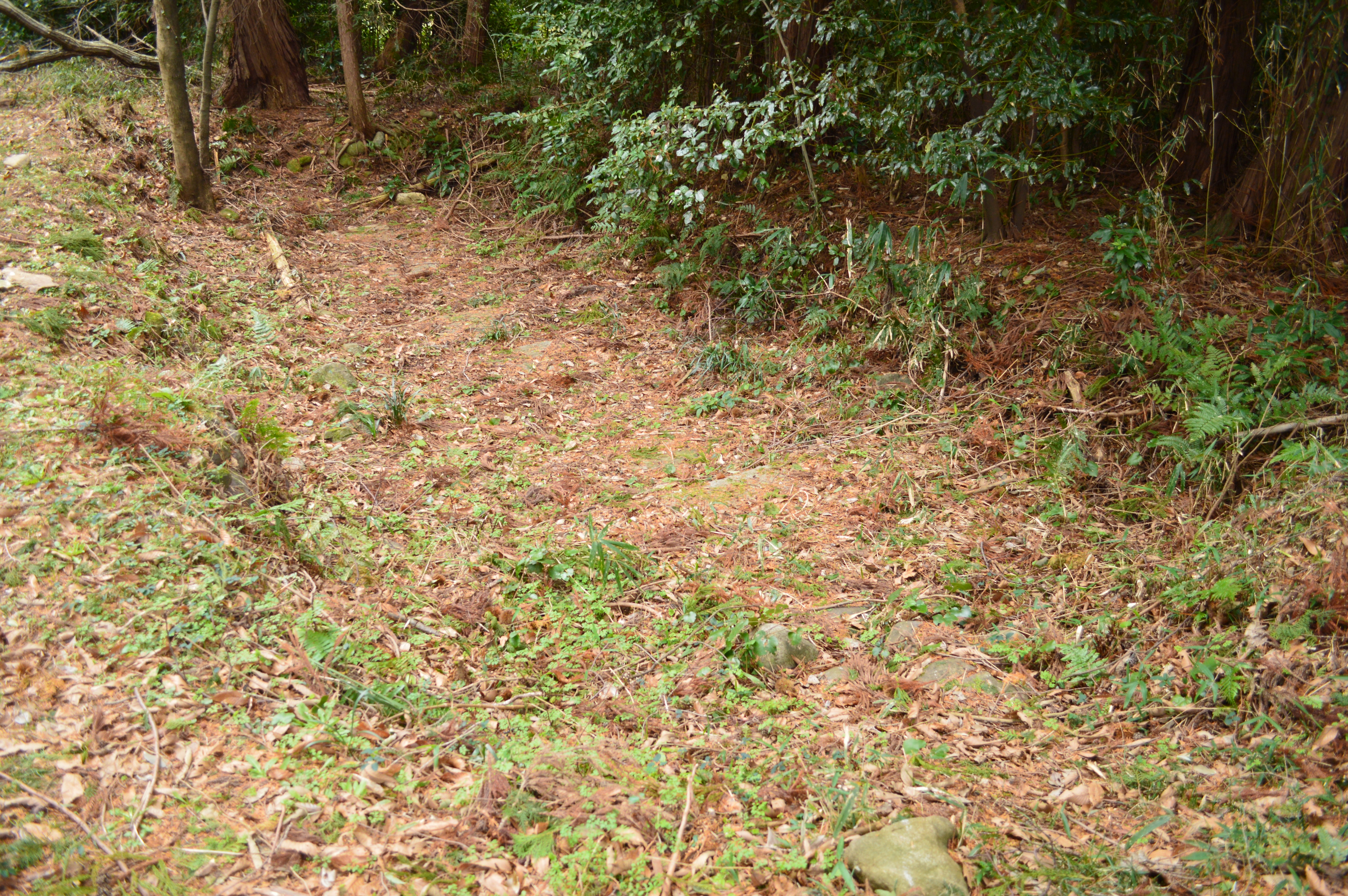
竪穴式石室

## 副葬品
副葬品は奈良県の前期古墳の埋納品の一端がしのばれる。主石室は、遺体を埋葬し、玉石製品では翡翠の勾玉、碧玉の管玉、貝輪を真似た石製の腕輪類、ミニチュア化した石製の椅子、櫛、合子などを納めた。盗掘のため著しい破壊を受け、盗掘の激しさを物語っている。出土した遺物は、内行花文鏡・三角縁神獣鏡の破片、石釧（いしくろ）・鍬形石・車輪石・椅子形石製品・櫛形石製品、石製合子（ごうす）などと玉類・刀剣などである。
副石室は、副葬品を納め、212本の茎式鉄矛、これらの鉄矛は、約半数ずつ石室の両端に鋒（きつさき）を向け合った形になっていた。いずれも長柄をつけていたと想像される。集団戦に用いられる武器である。鉄剣形の槍先にした鉄矛は、朝鮮半島南部や北九州でも出土していて、当時の武器の中心になっていた。この武器は日本列島で大流行し、日本でも鍛造技術が駆使されたことは間違いない。236本の銅鏃、50本の石鏃、鉄弓1本（長さ182センチメートル、弦も鉄製）、鉄製矢5本（長さ80センチメートル）、漆塗り盾。鉄弓や鉄矢は、実用性ではなく、武器本来の機能である威嚇用である。木製の弓もあったであろうと思われる。鉄剣、鉄刀それぞれ1本。さらに、斧（鉄斧14）、手鎌（19）、鑿、やりがんな（51）、錐、刀子、鋸などの農耕具。玉状に似た石製品。

## 文化財

### 重要文化財（国指定）
- 奈良県メスリ山古墳出土品（考古資料） - 明細は後出。奈良県立橿原考古学研究所附属博物館保管。2005年（平成17年）6月9日指定[2]。

主室出土
- 銅鏡残欠 3面分
- 碧玉管玉 55点
- 石製品 38点
- 鉄刀・鉄剣残欠 一括
- 附 石製品残欠 一括

副室出土
- 銅鏃 236点
- 碧玉管玉 16点
- 石製品 58点
- 鉄製品 372点
- 附 鉄製品残欠 一括

墳丘出土
- 大型埴輪 9点
- 土師器 3点
- 附 埴輪・土師器残欠 一括

### 国の史跡
- メスリ山古墳 - 1980年（昭和55年）3月14日指定[3]。